# Биоград-на-Мору
Биогра́д-на-Мо́ру (хорв. Biograd na Moru, итал. Zaravecchia, венг. Tengerfehérvár) — город в Хорватии, в центральной Далмации, в жупании Задар. Население — 5569 человек (2011).

## Общие сведения

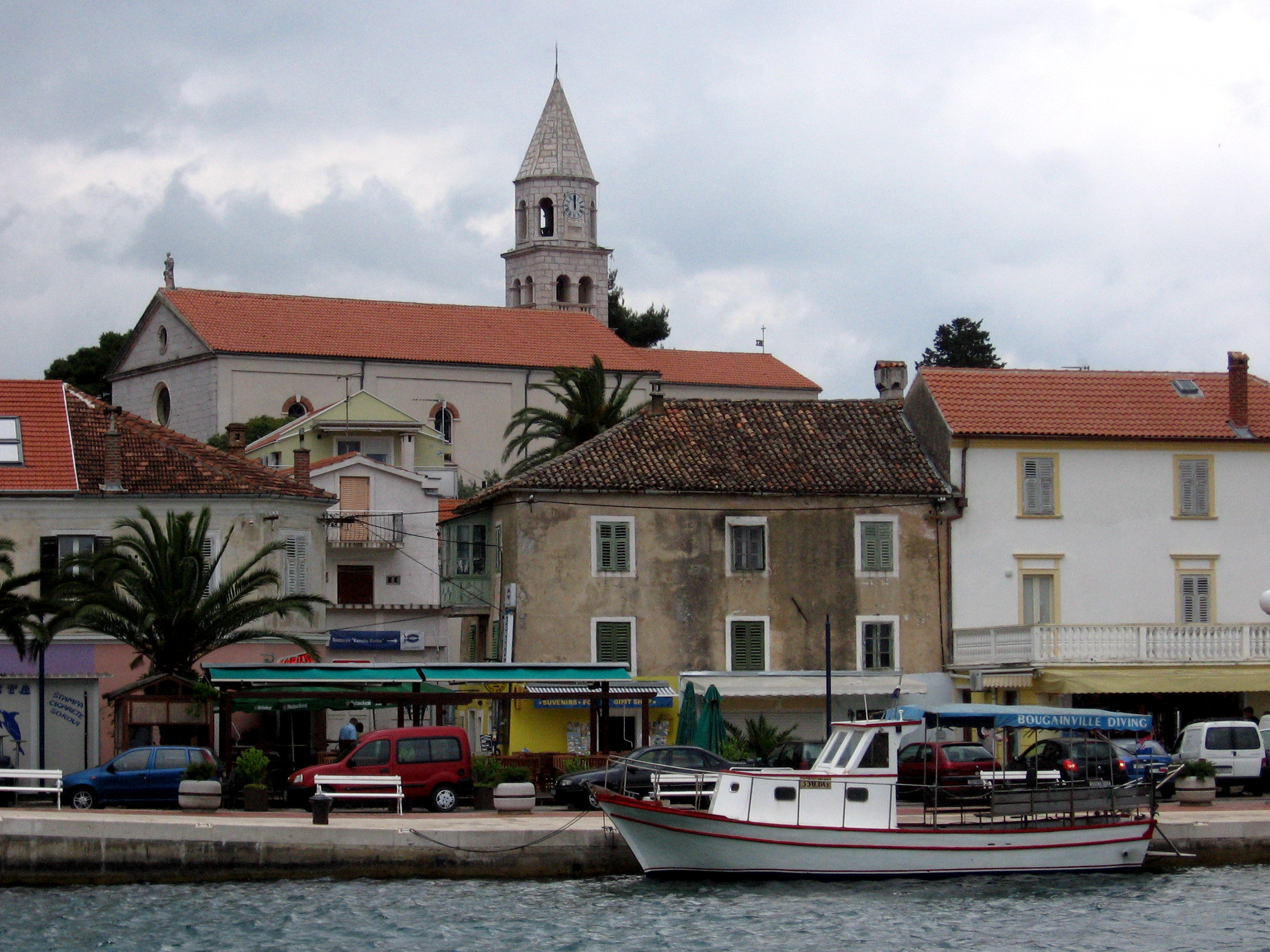
Биоград-на-Мору

Биоград расположен на побережье Пашманского пролива Адриатического моря, отделяющего материк от острова Пашман. Город находится на полуострове между двумя небольшими бухтами — Солине (Soline) на юге и Бошане (Bošane) на севере. Прямо напротив города в Пашманском проливе расположены два маленьких островка — Планац и Света Катарина.
Через Биоград проходит Адриатическое шоссе, связывающее Биоград с другими далматинскими городами. Расстояние до Задара — 26 км, до Шибеника — 28 км, до Водице — 18 км. Город связан регулярным автобусным сообщением со всеми крупнейшими городами Хорватии, кроме того, отсюда ходят паромы на остров Пашман.
Биоград — известный туристический центр с большими традициями. Первые туристы здесь появились в период между двумя мировыми войнами. В 1935 г. в городе был построен первый отель для курортников, ныне отель Иллирия. Кроме туристического обслуживания, население занято в сельском хозяйстве, рыболовстве, пищевой промышленности.
Окрестные местечки вдоль линии побережья — Петар на мору, Турань, Св. Филипп и Яков, Пакоштане также привлекают в сезон большое число туристов.
Недалеко от города расположены три Национальных парка — Корнаты, Крка и Пакленица.
В пяти километрах от города находится самое большое в Хорватии озеро — Вранское озеро (Vransko jezero), вокруг которого создан природный парк.

## История

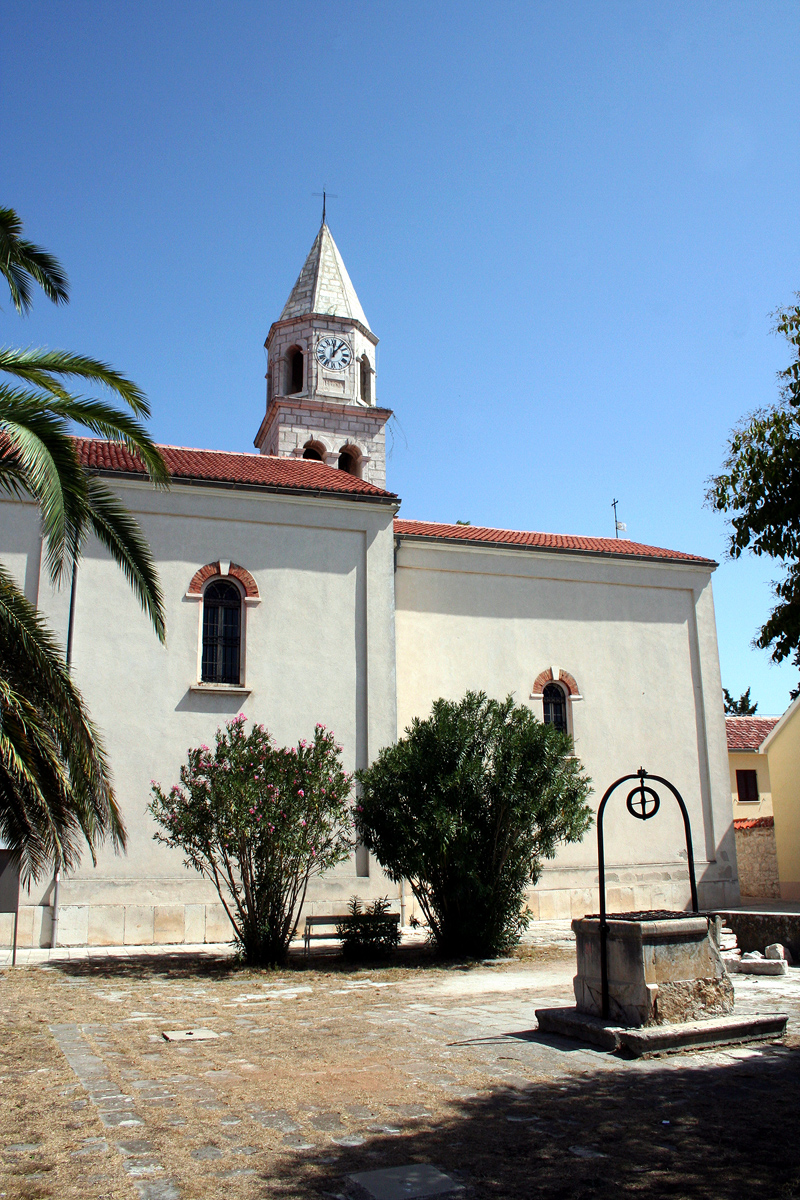
Церковь св. Анастасии

Впервые Биоград упомянут в летописях в X веке, как город, основанный хорватскими королями, после чего он стал столицей хорватского королевства, а также епископской резиденцией. В 1102 г. здесь короновался венгерский король Коломан I, объединивший таким образом хорватскую и венгерскую короны.
В 1202 г. после взятия и разграбления Задара участниками Четвёртого крестового похода, многие жители Задара бежали в Биоград. В XIII и XIV столетии Биоград управлялся местными князьями, пока наконец в 1409 г. вместе со значительной частью Далмации не был присоединён к Венеции.
Во время войн Венеции с турками город дважды был разрушен — в 1521 и 1646 г.
После падения венецианской республики в 1797 г. город был присоединён к Австрии, после первой мировой войны стал частью королевства сербов, хорватов и словенцев, позднее Югославии.
С 1991 г. — в составе независимой Хорватии.
Город, как и все окрестности Задара, серьёзно пострадал от сербских бомбардировок во время войны 1991—1993 гг. между хорватами и краинскими сербами. К настоящему времени последствия бомбёжек ликвидированы, туристическая инфраструктура переживает бурное развитие.

## Достопримечательности

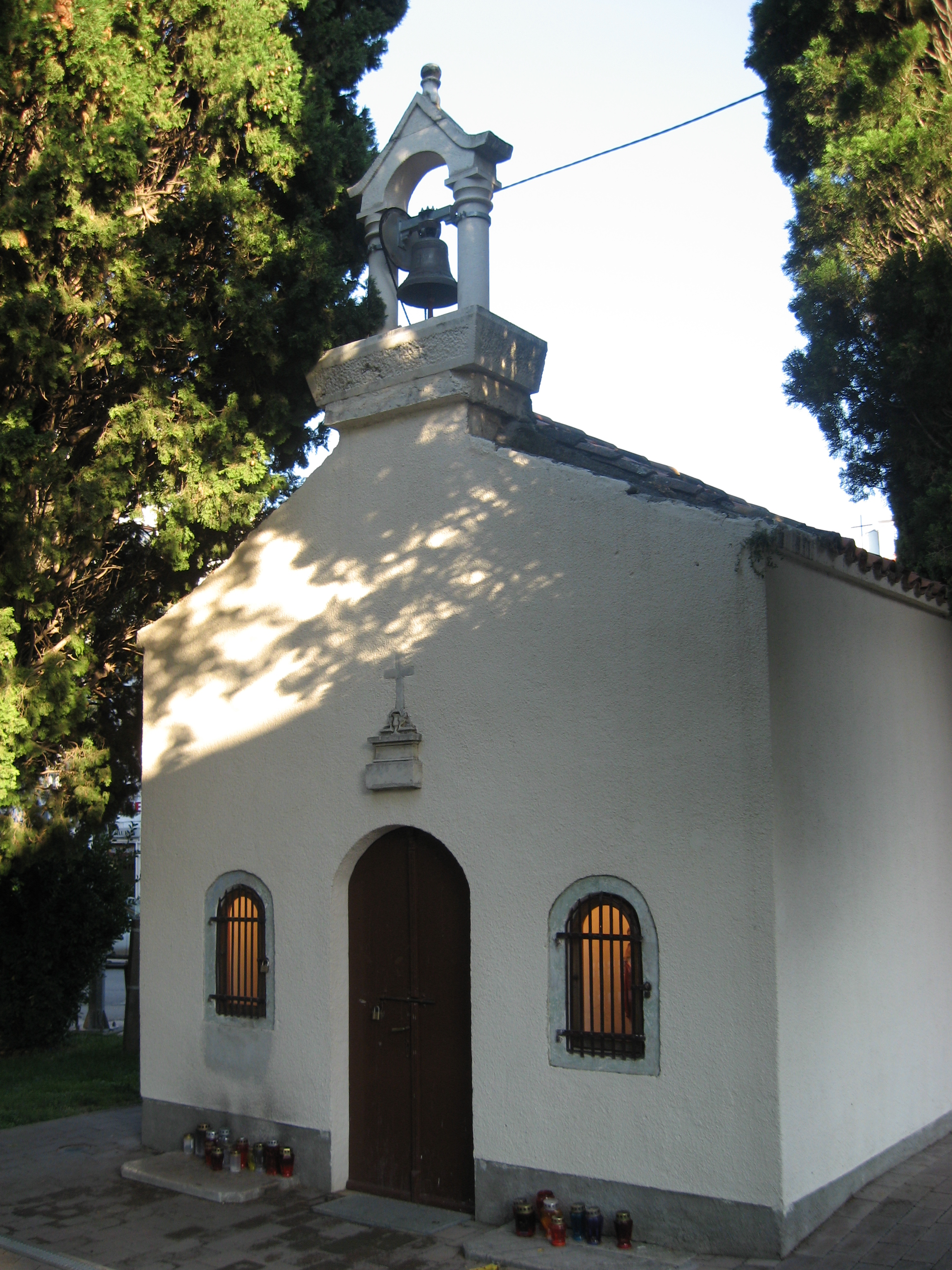
Часовня св. Роха

- Церковь св. Анастасии (1761) — главная церковь города.
- Церковь св. Антония и Церковь св. Роха — небольшие часовни в романском стиле.
- Базилика св. Иоанна (XI век) — от самого древнего культового строения города остался лишь фундамент.
- Вранско озеро — самое большое в Хорватии озеро в 7 км от города.